# 楽恢
楽 恢（がく かい、生年不詳 - 91年）は、後漢の官僚。字は伯奇。本貫は京兆尹長陵県。

## 経歴
楽恢の父の楽親は長陵県の吏であった。楽恢が11歳のとき、父は罪を得て収監され、県令に殺されそうになった。楽恢は寺門の前にうつぶせて、昼夜に号泣した。県令はこれを聞いてあわれみ、父を釈放した。
楽恢は成長すると経学を好み、博士の焦貺に師事した。焦貺が河東太守となると、楽恢は師に従って河東郡に赴いた。庵の門戸を閉ざして古典を精読し、人士と交際しようとしなかった。
後に焦貺が事件の取り調べを受けると、弟子たちはみな関係を持っていたため拘引されたが、楽恢はひとり法に触れていないことが明らかにされた。名儒として知られるようになったが、貴顕と交際しようとせず、信陽侯陰就（光武帝の皇后陰麗華の弟）が礼を尽くして交際を求めても、楽恢は応えようとしなかった。
後に楽恢は京兆尹の張恂に召し出されて戸曹史に任じられた。張恂が罪に問われて処刑されると、張恂の友人たちは赴こうとしなかったが、楽恢はひとり葬儀に駆けつけ、連座して罪に問われた。郷里に帰り、功曹として復帰したが、選挙の人事におもねらず、請託も聞き入れなかった。京兆出身の楊政がたびたび楽恢の悪評を流し、後に楊政の子が孝廉に挙げられると、楽恢は郷里に帰されることになった。後に司空の牟融の府に召し出された。75年（永平18年）、蜀郡太守の第五倫が牟融に代わって司空となると、楽恢は第五倫と同じ京兆出身だったことから、司空府に留まるのは宜しくないとして、潁川郡出身の杜安を推薦して退任した。楽恢を招こうとする者が相次いだが、楽恢はいずれにも応じなかった。
後に洛陽に召還されて議郎に任じられた。ときに車騎将軍の竇憲が匈奴に出征しようとしていたため、楽恢はたびたび上書してこれを争った。入朝して尚書僕射となった。このころ河南尹の王調や洛陽県令の李阜は竇憲と関係が深く、勝手気ままにふるまっていた。楽恢は王調と李阜を弾劾する上奏をおこない、合わせて司隷校尉をも糾弾した。貴顕を恐れず指弾したため、竇憲の兄弟たちに憎まれるようになった。竇太后が臨朝称制し、いまだ和帝が親政していなかったため、楽恢も意見を聞き入れられず、病と称して引退を願い出た。騎都尉に任じられたが、上書して辞退した。楽恢は故郷に帰ったが、竇憲が州郡を介して脅迫したため、楽恢は薬を飲んで自殺した。
後に竇氏が粛清され、和帝が親政を始めると、楽恢の門生の何融らが上書して楽恢の名誉は回復された。子の楽己は郎中となった。

## 伝記資料
- 『後漢書』巻43 列伝第33